# Juan de la Cuesta (editorial)
Juan de la Cuesta Hispanic Monographs es una editorial norteamericana dedicada a temas literarios españoles, fundada por Thomas Albert Lathrop en 1978.
Ha publicado más de 400 libros y se especializa en temas del Siglo de Oro y en especial Cervantes (de allí su nombre; Juan de la Cuesta imprimió la primera edición de Don Quijote y otras obras cervantinas).